# 荒屋遺跡
荒屋遺跡（あらやいせき）は、新潟県長岡市西川口字荒屋（旧・北魚沼郡川口町）にある旧石器時代の遺跡である。2004年（平成16年）2月27日に国の史跡に指定された。

## 概要
荒屋遺跡は、信濃川右岸、魚野川との合流点近くにある、標高87メートルの段丘上に所在する後期旧石器時代終末の遺跡である。魚野川河床面からの比高は15メートルである。遺跡の所在する段丘面は更新世の最新期に形成されたものである。
本遺跡は1957年、星野芳郎、井口通泰の両名によって発見された。両名から荒屋出土の石器を見せられ、意見を求められた芹沢長介は、この遺跡の重要性に着目し、翌1958年に発掘調査を実施した。芹沢による第1次調査を含め、4次にわたる発掘調査が実施されている。その結果、多量の細石刃に加え、芹沢によって荒屋型彫刻刀と命名された彫刻刀形石器などが出土し、本遺跡は日本の細石刃文化の生成と発展を知るうえで重要な遺跡であることがわかった。

## 遺物
出土した石器は総数10万点におよび、細石刃約6,000点、彫刻刀形石器約1,000点、彫刻刀スポール約9,000点などを含む。石器のほとんどは珪質頁岩製である。珪質頁岩は東北地方の日本海側に産するもので、荒屋遺跡周辺には産しないことから、本遺跡は原石の産出地と直結した遺跡ではないことがわかる。出土品の炭化物の炭素14年代測定法から得られた年代は、調査場所によって数百年単位のばらつきはあるが、おおむね14,000BP（約14,000年前）であった。
本遺跡出土の細石刃核（細石刃を剥ぎ取るための石核）には湧別技法とホロカ技法を用いたものがある。湧別技法は、両面加工石器を素材として、その長軸に沿って打撃を加えてスポール（削片）を剥離し、細石刃剥ぎ取りのための打面を形成するもの。ホロカ技法は、舟底形に加工した細石刃核を用いるものである。
本遺跡を特色づける石器が彫刻刀形石器である。芹沢長介は本遺跡出土の彫刻刀形石器を3種に分類し、うち1種を荒屋型彫刻刀と名付けたが、今日では3種すべてを荒屋型と呼ぶ傾向にある。荒屋型彫刻刀に共通する特色は、素材となる剥片の周辺に急斜度の調整を加えること。先端から左肩にかけて樋状に剥離し、彫刻刀面を生成することである。このほか、彫刻刀面の打点付近にノッチ状の加工をほどこす、腹面基部に入念な加工をほどこすといった特色もある。「彫刻刀形」と名付けられているが、実際の用途は骨、角、皮などの加工であった。本遺跡出土の石器種別のうち、出土数量と使用痕分析から、彫刻刀形石器の使用頻度が最大であったとみられる。
荒屋型彫刻刀と同類の石器は、東日本、北海道から、遠くはサハリン、シベリア、アリューシャン列島、アラスカにまで見られ、本遺跡は細石刃文化の広がりを知るうえで重要である。

## 関連文献
- 東北大学大学院文学研究科考古学研究室・川口町教育委員会 2003『荒屋遺跡』東北大学文学部考古学研究会